# Tadeusz Poliszewski
Tadeusz Poliszewski (ur. 11 października 1906 we Lwowie, zm. 25 grudnia 1980 w Stratford-upon-Avon) – podpułkownik broni pancernych Polskich Sił Zbrojnych.

## Życiorys
Urodził się 11 października lub grudnia 1906 we Lwowie. Pochodził z Brodów. Kształcił się Państwowym Gimnazjum im. Józefa Korzeniowskiego w Brodach (w 1921 ukończył III klasę).
Absolwent Szkoły Podchorążych Piechoty w Komorowie. 15 sierpnia 1929 Prezydent RP mianował go podporucznikiem ze starszeństwem z 15 sierpnia 1929 roku i 50. lokatą w korpusie oficerów piechoty, a minister spraw wojskowych wcielił do 43 pułku piechoty w Dubnie. 22 lutego 1934 został mianowany na stopień porucznika ze starszeństwem z 1 stycznia 1934 i 10. lokatą w korpusie oficerów piechoty. Na stopień kapitana został mianowany ze starszeństwem z 19 marca 1939 i 16. lokatą w korpusie oficerów broni pancernych, grupa liniowa. W tym czasie pełnił służbę w 6 batalionie pancernym we Lwowie na stanowisku adiutanta.
Po wybuchu II wojny światowej w czasie kampanii wrześniowej 1939 był dowódcą szwadronu samochodów pancernych w 61 Dywizjonie Pancernym. Po przedostaniu się na zachód wstąpił do Polskich Sił Zbrojnych w stopniu majora był komendantem Centrum Wyszkolenia Pancernego i Technicznego oraz utworzonej w jego ramach Szkoły Podchorążych Broni Pancernej w składzie I Korpusu Polskiego na obszarze Wielkiej Brytanii.
Po wojnie pozostał na emigracji w Wielkiej Brytanii. Był kierownikiem obozu dla Polaków w Long Marston. W 1962 został awansowany przez władze RP na uchodźstwie na stopień podpułkownika broni pancernej. Zmarł 25 grudnia 1980 w Stratford-upon-Avon.

## Ordery i odznaczenia
- Krzyż Kawalerski Orderu Odrodzenia Polski (19 grudnia 1974)[14]
- Krzyż Walecznych[3]
- Złoty Krzyż Zasługi[3]
- Kawaler Orderu Imperium Brytyjskiego[3] (dwukrotnie)[11]